# 19310 Osawa
19310 Osawa (1996 VF1) là một tiểu hành tinh vành đai chính được phát hiện ngày 4 tháng 11 năm 1996 bởi I. Sato và H. Fukushima ở Mitaka Station of the National Astronomical Observatory of Japan.